# Земляные кукушки (азиатские)
Aзиатские земляные кукушки (лат. Carpococcyx) — род крупных наземных кукушек в семье Cuculidae. Их распространение ограничено влажными лесными районами Юго-Восточной Азии. Несмотря на сходство, они не являются тесно связанными с южно-американскими наземными кукушками рода Neomorphus.

## Виды
Этот род содержит три аллопатрических вида, два из которых до недавнего времени считались конспецифичными под названием Малайская земляная кукушка:
- Carpococcyx renauldi — Красноклювая земляная кукушка;
- Carpococcyx radiceus — Малайская земляная кукушка, обитает только на острове Борнео, в том числе и на его части, принадлежащей Малайзии;
- Carpococcyx viridis — Суматранская земляная кукушка[2], обитает на Суматре.